# ألوثين
بلدية الحُصَين (بالإسبانية: Alocén) هي بلدية تقع في مقاطعة وادي الحجارة التابعة لمنطقة قشتالة والمنجى وسط إسبانيا.

## الديموغرافيا
بلغ عدد سكان بلدية الحصين 170 نسمة عام 2011 (وفقاً للمعهد الوطني الإسباني للإحصاء).
| 156 | 157 | 184 | 174 | 183 | 178 | 170 |